# Principio de Arquímedes

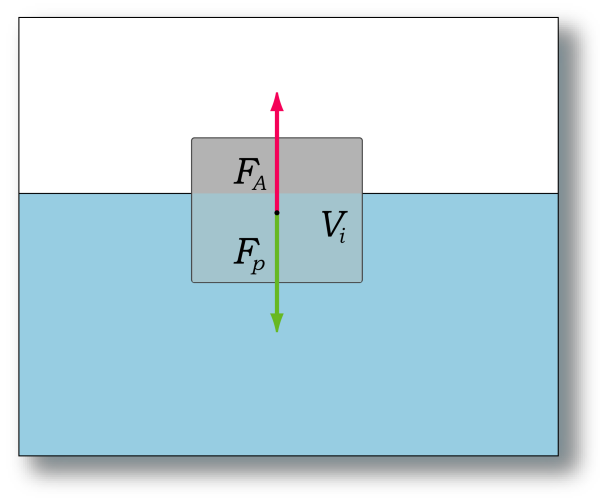
Representación del principio de Arquímedes.

El principio de Arquímedes es el principio físico que afirma: «Un cuerpo total o parcialmente sumergido en un fluido en reposo experimenta un empuje vertical hacia arriba igual al peso del fluido desalojado». Esta fuerza recibe el nombre de empuje hidrostático o de Arquímedes, y se mide en newtons (en el SI). El principio de Arquímedes se expresa mediante la siguiente fórmula:

{\displaystyle E=Pe\;V=\rho _{\text{f}}\;g\;V\;}

o bien cuando se desea determinar para compararlo contra el peso del objeto:

{\displaystyle \mathbf {E} =-Pe\;\mathbf {V} =-\rho _{\text{f}}\;\mathbf {g} \;V\;}

donde E es el empuje [N], Pe es el peso específico del fluido [N/m^3], ρf es la densidad del fluido, V el «volumen de fluido desplazado» por algún cuerpo sumergido parcial o totalmente en el mismo y g la aceleración de la gravedad. De este modo, el empuje depende de la densidad del fluido, del volumen del cuerpo y de la gravedad existente en ese lugar. El empuje (en condiciones normales y descrito de modo simplificado) actúa verticalmente hacia arriba y está aplicado en el centro de gravedad del cuerpo; este punto recibe el nombre de centro de carena.

## Historia
Arquímedes creció en un ambiente donde la ciencia era familiar, ya que su padre, Fidias, era astrónomo. Arquímedes reveló tempranamente particular disposición para los estudios. Estudió en Alejandría, probablemente en el Museo, el gran centro cultural patrocinado por los monarcas de la dinastía ptolemaica de Egipto. Allí trabó amistad con el famoso Eratóstenes de Cirene, con quien efectuó la medición de la circunferencia terrestre. Probablemente a consecuencia de los estudios realizados con Eratóstenes, más que por tradición familiar, en Arquímedes nació la afición por la astronomía. Vuelto a Siracusa, se dedicó a sus estudios de matemática, física, geometría, mecánica, óptica y astronomía. En todas estas materias realizó investigaciones que aún hoy resultan difíciles para una persona de buena preparación.
La anécdota más conocida sobre Arquímedes, matemático griego, cuenta cómo inventó un método para determinar el volumen de un objeto con una forma irregular. De acuerdo con Vitruvio, arquitecto de la antigua Roma, una nueva corona con forma de corona triunfal había sido fabricada para Hierón II, tirano gobernador de Siracusa, el cual le pidió a Arquímedes determinar si la corona estaba hecha de oro puro o si un orfebre deshonesto le había agregado plata. Arquímedes tenía que resolver el problema sin dañar la corona, así que no podía fundirla y convertirla en un cuerpo regular para calcular su densidad.
Mientras tomaba un baño, notó que el nivel de agua subía en la tina cuando entraba, y así se dio cuenta de que ese efecto podría usarse para determinar el volumen de la corona. Debido a que la compresión del agua -valor con el que no tenía familiaridad alguna, ya que su estudio es posterior- sería despreciable, la corona, al ser sumergida, desplazaría una cantidad de agua igual a su propio volumen. Al dividir la masa de la corona por el volumen de agua desplazada, se podría obtener la densidad de la corona. La densidad de la corona sería menor si otros metales más baratos y menos densos le hubieran sido añadidos. Entonces, Arquímedes salió corriendo desnudo por las calles, tan emocionado estaba por su descubrimiento para recordar vestirse, gritando «¡Eureka!» (en griego antiguo: εὕρηκα, que significa ‘¡Lo encontré!’).
Dado que la historia se había transmitido de forma oral, durante el renacimiento fue cuestionada por la imprecisión de medir el volumen y el empuje por separado y dividirlos, y también por el hecho de que la descripción anterior no utiliza para nada el Principio de Arquímedes. En 1586, Galileo, con solo 22 años, publicó el artículo La Bilancetta, en el que describía una forma de comparar densidades con una balanza sumergida y proponía que podría ser el dispositivo original del propio Arquímedes.
La historia de la corona dorada no aparece en los trabajos conocidos de Arquímedes, pero en su tratado Sobre los cuerpos flotantes él da el principio de hidrostática conocido como el principio de Arquímedes. Este plantea que todo cuerpo sumergido en un fluido experimenta un empuje vertical y hacia arriba igual al peso del volumen de fluido desalojado; es decir, dados dos cuerpos que se sumergen en el seno de un fluido (ej:agua), el más denso o el que tenga compuestos más pesados se sumerge más rápido, es decir, tarda menos tiempo para llegar a una posición de equilibrio. Esto sucede por el gradiente de presión que aparece en el seno del fluido, que es directamente proporcional a la profundidad de inmersión y al peso del propio fluido.

## Demostración
El principio de Arquímedes puede deducirse matemáticamente de las ecuaciones de Euler para un fluido en reposo que a su vez pueden deducirse generalizando las leyes de Newton a un medio continuo. De la misma manera, el principio de Arquímedes se puede deducir de las ecuaciones de Navier-Stokes para un fluido:

(1){\displaystyle \rho _{f}\left[{\frac {\partial \mathbf {v} }{\partial t}}+\mathbf {v} ({\boldsymbol {\nabla }}\cdot \mathbf {v} )\right]=\mu \Delta \mathbf {v} -{\boldsymbol {\nabla }}p+\rho _{f}\mathbf {g} }

La condición de que el fluido incompresible que esté en reposo implica tomar en la ecuación anterior {\displaystyle \mathbf {v} =0}, lo que permite llegar a la relación fundamental entre presión del fluido, densidad del fluido y aceleración de la gravedad:

(2){\displaystyle 0=-{\boldsymbol {\nabla }}p+\rho _{f}\mathbf {g} }

A partir de esa relación podemos reescribir fácilmente las fuerzas sobre un cuerpo sumergido en términos del peso del fluido desalojado por el cuerpo. Cuando se sumerge un sólido K en un fluido, en cada punto de su superficie aparece una fuerza por unidad de superficie {\displaystyle \scriptstyle \mathbf {f} } perpendicular a la superficie en ese punto y proporcional a la presión del fluido p en ese punto. Si llamamos {\displaystyle \scriptstyle \mathbf {n} =(n_{x},n_{y},n_{z})} al vector normal a la superficie del cuerpo podemos escribir la resultante de las fuerzas {\displaystyle \scriptstyle \mathbf {f} =-p\mathbf {n} } sencillamente mediante el teorema de Stokes de la divergencia:

(3){\displaystyle {\begin{cases}F_{x}=\int _{S_{K}}f_{x}dS=\int _{S_{K}}-pn_{x}dS\\F_{y}=\int _{S_{K}}f_{y}dS=\int _{S_{K}}-pn_{y}dS\\F_{z}=\int _{S_{K}}f_{z}dS=\int _{S_{K}}-pn_{z}dS\end{cases}}\quad \Rightarrow {\begin{cases}F_{x}=\int _{V_{K}}{\cfrac {\partial (-pn_{x})}{\partial x}}dV\\F_{y}=\int _{V_{K}}{\cfrac {\partial (-pn_{y})}{\partial y}}dV\\F_{z}=\int _{V_{K}}{\cfrac {\partial (-pn_{z})}{\partial z}}dV\end{cases}}}

{\displaystyle \Rightarrow \qquad \mathbf {F} =\int _{\partial V_{K}}-p\mathbf {n} \cdot d\mathbf {S} =\int _{V_{K}}-{\boldsymbol {\nabla }}p\ dV=\int _{V_{K}}-\rho _{f}\mathbf {g} \ dV=-\rho _{f}\mathbf {g} \ V_{K}}

donde la última igualdad se da solamente si el fluido es incompresible.

## Otra demostración
Supongamos un cuerpo de volumen {\displaystyle V} sumergido en un fluido de densidad {\displaystyle \rho }, ahora podemos elegir pequeños elementos de área {\displaystyle dA}, tales que tiendan a ser un punto de la superficie del cuerpo.
Sobre cada punto (elemento de área) actúa una presión de valor {\displaystyle p_{i}=p_{0}+\rho gh_{i}} y una fuerza {\displaystyle F_{i}} asociada a ella, tal que {\displaystyle F_{i}=p_{i}dA=p_{0}dA+\rho gh_{i}dA}
Todas las fuerzas que están bordeando el cuerpo debido a la presión a un mismo nivel {\displaystyle h_{i}} se anulan. quedando únicamente fuerzas en dirección hacia abajo y hacia arriba.
Ahora si tomamos dos puntos de la superficie del cuerpo que estén conectados a través de una vertical tenemos una respectiva fuerza hacia abajo {\displaystyle F_{abajo_{i}}} y otra hacia arriba {\displaystyle F_{arriba_{i}}} y por ende una respectiva resultante {\displaystyle F_{n_{i}}=F_{arriba_{i}}-F_{abajo_{i}}}
{\displaystyle F_{n_{i}}=p_{0}dA+\rho gh_{i2}dA-p_{0}dA-\rho gh_{i1}dA=\rho g(h_{i2}-h_{i1})dA}
Donde la parte {\displaystyle (h_{i2}-h_{i1})dA} es un pequeño elemento de volumen del cuerpo, {\displaystyle dV_{i}}.
Por lo tanto, {\displaystyle F_{n_{i}}} se puede reescribir como:
{\displaystyle F_{n_{i}}=\rho gdV_{i}}
Ahora, el empuje {\displaystyle E} viene a ser la fuerza neta {\displaystyle F_{n}=\sum F_{n_{i}}}
{\displaystyle E=F_{n}=\sum \rho gdV_{i}=\rho g\sum dV_{i}}
Donde la suma de todos los pequeños elementos de volumen del cuerpo, {\displaystyle \sum dV_{i}}, resulta ser el volumen total del cuerpo sumergido, es decir, {\displaystyle \sum dV_{i}=V}
Por lo tanto se llega a:
{\displaystyle E=\rho gV}
Es decir, el empuje es proporcional al volumen del fluido desplazado por el cuerpo, es decir proporcional al volumen del cuerpo sumergido.
Sabiendo que {\displaystyle m_{fluido\,desplazado}=\rho V}, reemplazando se obtiene:
{\displaystyle E=m_{fluido\,desplazado}g}
Es decir, el empuje es igual al peso del fluido desplazado.
Con esto queda demostrado el principio de Arquímedes.

## Prisma recto
Para un prisma recto de base Ab y altura H, sumergido en posición totalmente vertical, la demostración anterior es realmente elemental. Por la configuración del prisma dentro del fluido, las presiones sobre el área lateral solamente producen empujes horizontales que, además, se anulan entre sí y no contribuyen a sustentarlo. Para las caras superior e inferior, puesto que todos sus puntos están sumergidos a la misma profundidad, la presión es constante y podemos usar la relación fuerza = presión × área, y teniendo en cuenta la resultante sobre la cara superior e inferior, tenemos:

(4){\displaystyle E=p_{inf}A_{b}-p_{sup}A_{b}\;}

donde {\displaystyle p_{inf}} es la presión aplicada sobre la cara inferior del cuerpo, {\displaystyle p_{sup}} es la presión aplicada sobre la cara superior y A es el área proyectada del cuerpo. Teniendo en cuenta la ecuación general de la hidrostática, que establece que la presión en un fluido en reposo aumenta proporcionalmente con la profundidad:

(5){\displaystyle p(z)=\rho _{f}gz\rightarrow E=p_{inf}A-p_{sup}A=\rho _{f}g(z_{inf}-z_{sup})A=\rho g(HA)}

Introduciendo en el último término el volumen del cuerpo y multiplicando por la densidad del fluido ρf vemos que la fuerza vertical ascendente FV es precisamente el peso del fluido desalojado.

(6){\displaystyle E=\rho _{f}gV_{des}\;}

El empuje o fuerza que ejerce el líquido sobre un cuerpo, en forma vertical y ascendente, cuando este se halla sumergido, resulta ser también la diferencia entre el peso que tiene el cuerpo suspendido en el aire y el «peso» que tiene el mismo cuando se lo introduce en un líquido. A este último se lo conoce como peso «aparente» del cuerpo, pues su peso en el líquido disminuye «aparentemente»; la fuerza que ejerce la Tierra sobre el cuerpo permanece constante, pero el cuerpo, a su vez, recibe una fuerza hacia arriba que disminuye la resultante vertical.

(7){\displaystyle E=P_{CA}-P_{CL}\;}

donde {\displaystyle P_{CA}} es el peso del cuerpo en el aire y {\displaystyle P_{CL}} es el peso del cuerpo sumergido en el líquido.

## Refinamientos
El principio de Arquímedes no tiene en cuenta la tensión superficial (capilaridad) que actúa sobre el cuerpo. Además, se ha descubierto que el principio de Arquímedes se rompe en fluidos complejos. Los fluidos complejos son mezclas en las que coexisten dos fases: sólido-líquido (suspensiones o soluciones de macromoléculas como polímeros), sólido-gas (granulares), líquido-gas (espumas) o líquido-líquido (emulsiones).
Existe una excepción al principio de Arquímedes conocida como el caso inferior (o lateral). Esto ocurre cuando un lado del objeto está tocando el fondo (o lado) del recipiente en el que está sumergido, y no se filtra líquido a lo largo de ese lado. En este caso, se ha comprobado que la fuerza neta difiere del principio de Arquímedes, debido a que al no filtrarse líquido por ese lado, se rompe la simetría de la presión.

## Relación con el principio de flotación
El principio de Arquímedes muestra la fuerza de flotación y el desplazamiento de un fluido. Sin embargo, el concepto del principio de Arquímedes puede aplicarse al considerar por qué flotan los objetos. La proposición 5 del tratado de Arquímedes Sobre los cuerpos flotantes afirma que
```
   Todo objeto flotante desplaza su propio peso de fluido.
   - Arquímedes de Siracusa
[
13
]
```

En otras palabras, para un objeto que flota sobre una superficie líquida (como un barco) o que flota sumergido en un fluido (como un submarino en el agua o un dirigible en el aire) el peso del líquido desplazado es igual al peso del objeto. Por tanto, sólo en el caso especial de la flotación la fuerza de flotación que actúa sobre un objeto es igual al peso del mismo. Consideremos un bloque de hierro macizo de 1 tonelada. Como el hierro es casi ocho veces más denso que el agua, sólo desplaza 1/8 de tonelada de agua cuando está sumergido, lo que no es suficiente para mantenerlo a flote. Supongamos que el mismo bloque de hierro se transforma en un cuenco. Sigue pesando 1 tonelada, pero cuando se sumerge en agua, desplaza un volumen de agua mayor que cuando era un bloque. Cuanto más profundo se sumerge el cuenco de hierro, más agua desplaza y mayor es la fuerza de flotación que actúa sobre él. Cuando la fuerza de flotación es igual a 1 tonelada, ya no se hunde.
Cuando un barco desplaza un peso de agua igual a su propio peso, flota. Esto suele denominarse "principio de flotación": Un objeto flotante desplaza un peso de fluido igual a su propio peso. Todo buque, submarino y dirigible debe estar diseñado para desplazar un peso de fluido al menos igual a su propio peso. El casco de un barco de 10.000 toneladas debe ser lo suficientemente ancho, largo y profundo como para desplazar 10.000 toneladas de agua y tener todavía algo de casco por encima del agua para evitar que se hunda. Necesita casco adicional para combatir las olas que, de lo contrario, lo llenarían y, al aumentar su masa, harían que se sumergiera. Lo mismo ocurre con los buques en el aire: un dirigible que pese 100 toneladas necesita desplazar 100 toneladas de aire. Si desplaza más, se eleva; si desplaza menos, cae. Si el dirigible desplaza exactamente su peso, flota a una altitud constante.
Aunque están relacionados con él, el principio de flotación y el concepto de que un objeto sumergido desplaza un volumen de fluido igual a su propio volumen no son el principio de Arquímedes. El principio de Arquímedes, como ya se ha dicho, equipara la fuerza de flotación al peso del fluido desplazado.
Un punto común de confusión en relación con el principio de Arquímedes es el significado de volumen desplazado. Las demostraciones más comunes consisten en medir el aumento del nivel del agua cuando un objeto flota en la superficie para calcular el agua desplazada. Este método de medición falla con un objeto flotante sumergido porque la subida del nivel del agua está directamente relacionada con el volumen del objeto y no con la masa (excepto si la densidad efectiva del objeto es exactamente igual a la densidad del fluido).